# Mary Cassatt
Mary Stevenson Cassatt (ur. 22 maja 1844 w Allegheny City (obecnie część Pittsburgha) w Pensylwanii, zm. 14 czerwca 1926 w Mesnil-Théribus we Francji) – amerykańska malarka i graficzka, przedstawicielka impresjonizmu.

## Życiorys
Pochodziła z rodziny francuskich hugenotów, którzy w XVIII wieku przybyli do Stanów Zjednoczonych. Po krótkiej nauce malarstwa w Filadelfii przeniosła się do Francji, gdzie pozostała do końca życia. Przez kilka lat podróżowała po Europie studiując dzieła starych mistrzów i w 1874 osiadła na stałe w Paryżu. Początkowo wystawiała w paryskim Salonie, jednak po odrzuceniu jej prac przez jury w 1877 dołączyła do impresjonistów. Szczególny wpływ miał na nią Edgar Degas, który cenił jej prace. Karierę artystki przerwała około 1914 roku postępująca choroba wzroku.

## Twórczość
Mary Cassatt była autorką scen z życia codziennego, szczególnie subtelnych portretów kobiet i dzieci oraz macierzyństwa. Malowała też obrazy przedstawiające eleganckie i wyrafinowane towarzystwo inspirując się twórczością Henry’ego Jamesa. Pomimo wpływu impresjonistów zachowała indywidualność, najchętniej posługiwała się pastelami i uprawiała grafikę. Tworzyła barwne drzeworyty i z powodzeniem łączyła akwafortę z suchą igłą. Jej twórczość miała znaczny wpływ na rozpropagowanie impresjonizmu w Stanach Zjednoczonych.

### Wybrane obrazy

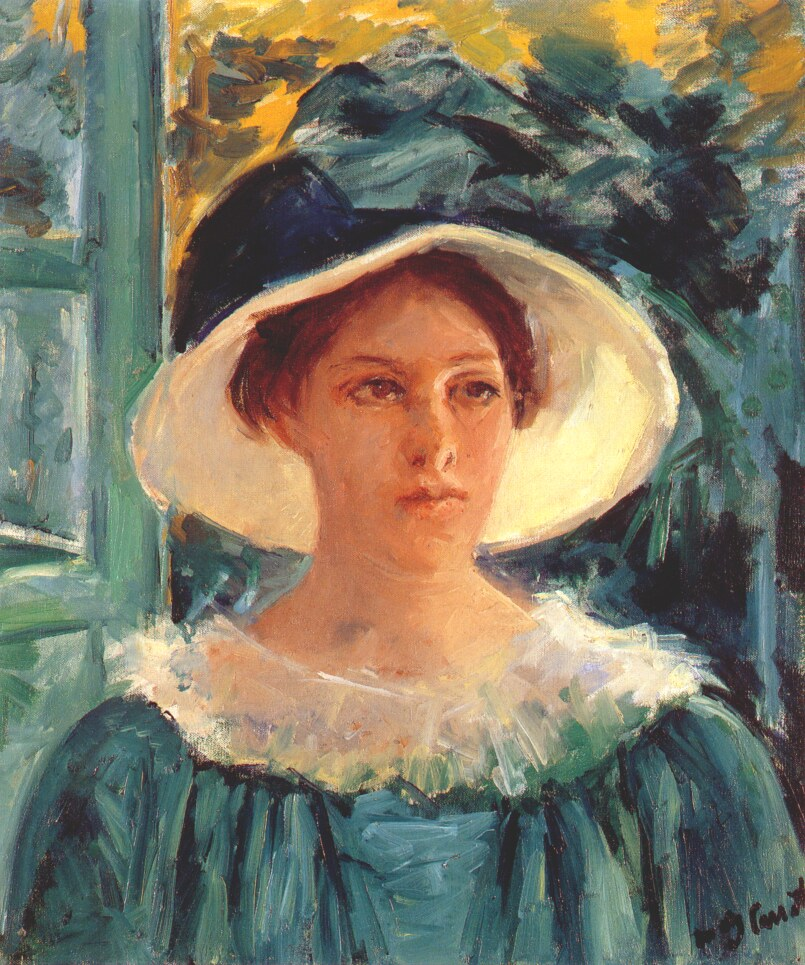
Młoda kobieta w ogrodzie 1914
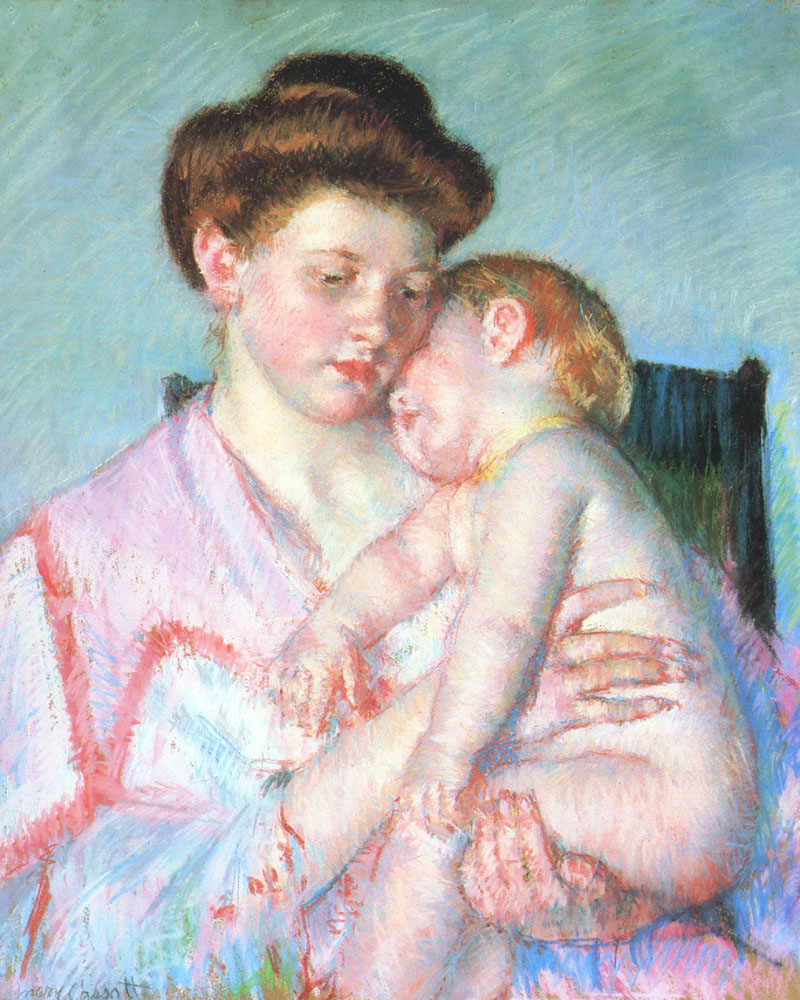
Śpiące niemowlę 1910
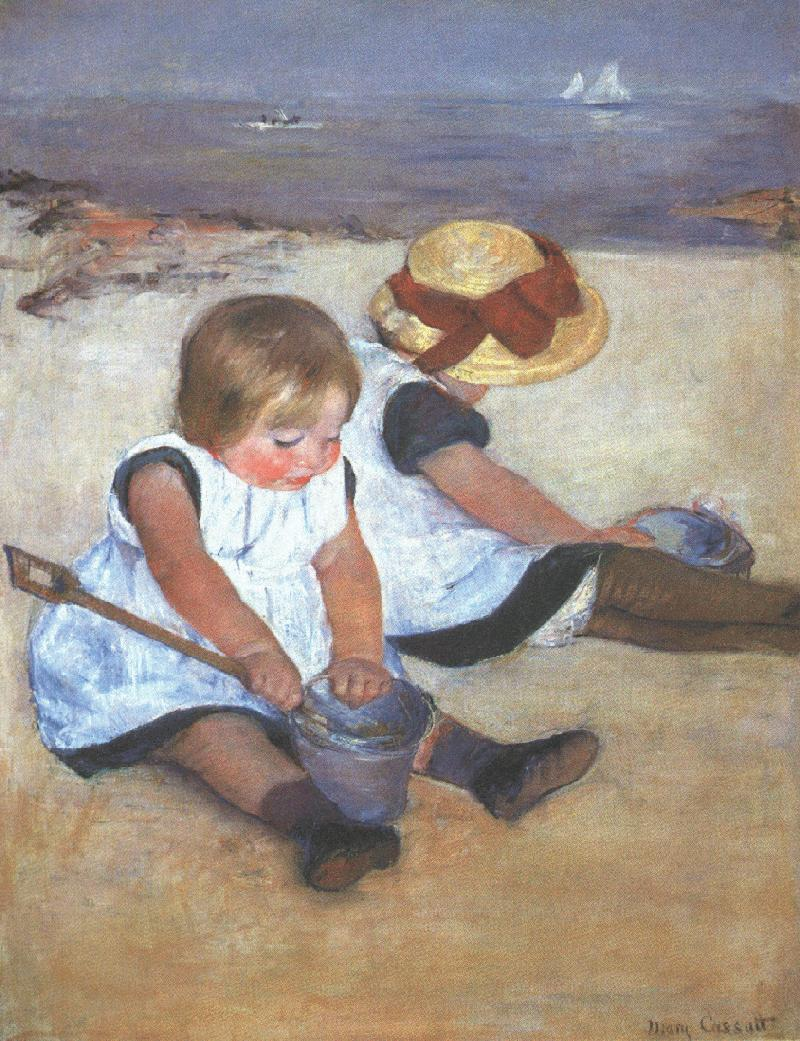
Dziewczynki bawiące się na plaży 1884
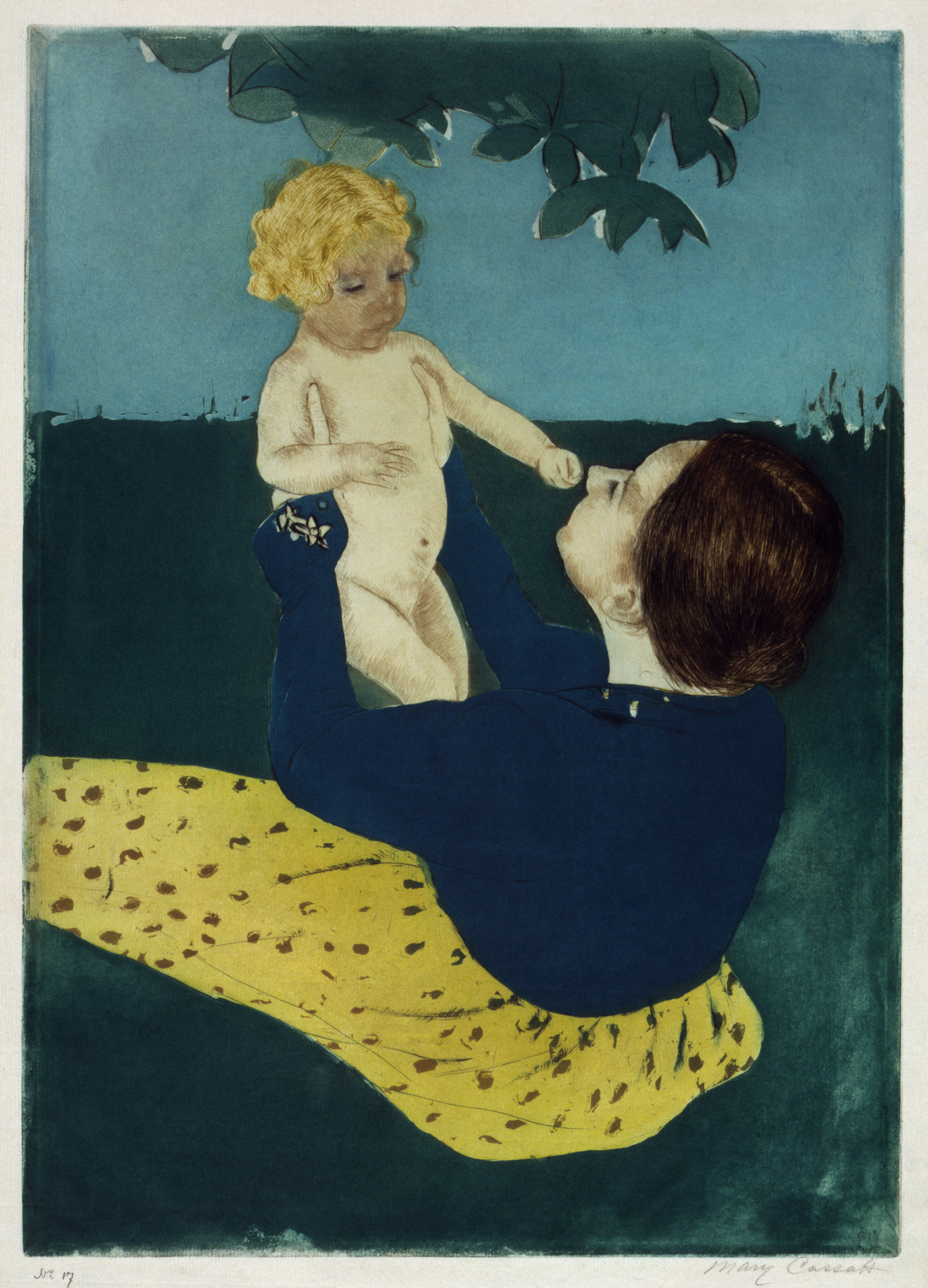
Pod kasztanowcem 1898